# Arismar do Espírito Santo
Arismar do Espírito Santo (né le 9 juillet 1956 à Santos, État de São Paulo), est un chanteur et guitariste brésilien.

## Biographie
La famille d'Arismar est très musicienne. Sa mère, dont le nom de scène est Aracy Lima, était chanteuse sur Rádio Atlântica à Santos. Son frère Paulo Roberto est musicien, compositeur et arrangeur ; son fils Thiago Espírito Santo est contrebassiste et sa fille Bia Goes est chanteuse. Dès son plus jeune âge, il jouait déjà avec des accords. « Mais tous les enfants jouent de la guitare comme d'une contrebasse, parce qu'ils tirent sur la corde. À l'âge de 11 ans, Arismar savait déjà jouer de la guitare. Parce qu'il aime le rythme des gammes musicales, il décide de rechercher des rythmes de batterie en autodidacte. « À 16 ans, je me suis mis à la batterie. À partir de là, je n'ai plus jamais arrêté ». À 17 ans, il accepte une invitation à jouer du tambour dans un groupe au Baiúca, alors célèbre boîte de nuit de São Paulo.
Outre la contrebasse, son instrument principal, la guitare, le piano et la batterie, il réalise des compositions et des arrangements harmoniques souvent inhabituels. Arismar passe aisément d'un style à l'autre, qu'il s'agisse de jazz, de samba, de choro ou même de rock. « Je ne suis pas de ce genre, mais je sais jouer », explique-t-il.
Toujours dans les années 1970, il participe à des concerts et à des enregistrements avec divers artistes et groupes brésiliens, tels que Hermeto Pascoal, Toninho Horta, César Camargo Mariano, Sebastião Tapajós et d'autres. En 1993, il publie son premier album solo en format LP, intitulé Arismar do Espírito Santo, qui est réédité en 2003 en CD sous le nom de Arismar do Espírito Santo : 10 Anos. En 1998, le magazine Guitar Player l'élit l'un des dix meilleurs guitaristes du Brésil.

## Discographie
- 1993 : Arismar do Espírito Santo (Velas)
- 2002 : Estação Brasil (Maritaca)
- 2003 : Arismar do Espírito Santo: 10 Anos (Maritaca)
- 2006 : Foto do Satélite (Maritaca)
- 2006 : América (avec Edsel Gomes) (Lua Discos)
- 2006 : Glow (avec Jane Duboc et Vinícius Dorin) (EMI)
- 2007 : Uma Porção de Marias (avec Jane Duboc) (Biscoito Fino)
- 2007 : Cape Horn (avec Toninho Horta) (Porto das Canoas)
- 2012 : Alegria Nos Dedos (Maritaca)
- 2013 : Roupa na Corda (Maritaca)
- 2016 : Flor de Sal (Maritaca)
- 2019 : Cataia (Gramofone)

## Ouvrages
- 2012 : Caderno Acre
- 2014 : Song Arismar Book (Passarim Editora)[5]

## Distinctions
| Année | Prix                                       | Catégorie                                   | Nommé                     | Résultat   | Réf.  |
| ----- | ------------------------------------------ | ------------------------------------------- | ------------------------- | ---------- | ----- |
| 1993  | Prêmio Sharp                               | Meilleur album instrumental                 | Arismar do Espírito Santo | Lauréat    |       |
| 1998  | Guitar Player                              | Liste : Dix meilleurs guitaristes du Brésil | Inclus                    | -          | [ 4 ] |
| 2012  | Prêmio Funarte de Música Brasileira        | -                                           | Projeto Caderno Acre      | Lauréat    | [ 3 ] |
| 2012  | Prêmio Governador do Estado para a Cultura | Musique                                     | Alegria Nos Dedos         | Nomination | [ 6 ] |
| 2013  | Prêmio Governador do Estado para a Cultura | Musique                                     | Roupa na Corda            | Nomination |       |